# Peter Kinder
Peter D. Kinder, född 12 maj 1954 i Cape Girardeau i Missouri, är en amerikansk republikansk politiker. Han var Missouris viceguvernör från 2005 till 2017.
Kinder avlade 1979 juristexamen vid St. Mary's University i Texas och var sedan verksam som advokat i Missouri.
Kinder meddelade i juli 2015 sin kandidatur i republikanernas primärval inför guvernörsvalet i Missouri 2016.